# Ursyn (antypapież)
Ursyn (zm. ok. 385) – antypapież w okresie od września 366 do listopada 367.

## Życiorys
Ursyn był diakonem papieża Liberiusza. Papieżem wybrała go mniejszość rzymska w opozycji do prawowitego biskupa Rzymu, tj. Damazego. Sakry udzielił mu w Tivoli, biskup Paweł z Tiburu. Pontyfikat Damazego rozpoczął się krwawymi zamieszkami w Rzymie – w starciach między zwolennikami Ursyna i Damazego zginęło 137 osób, a sam Ursyn został wygnany. Cesarz Walentynian I nakazał prefektowi miasta, by zezwolił na powrót ursynian, do czego doszło 15 września 367. Jednak już 16 listopada, w wyniku przekupienia sądu, Ursyna zmuszono do wyjazdu do Galii.
Po potępieniu Ursynusa na synodzie w 378 Damazy został jedynym papieżem. Wkrótce potem, Ursyn wystosował pomówienia o cudzołóstwo przeciwko papieżowi, wskutek czego Damazy zakazał ursynianom zbliżać się do Rzymu na mniej niż 100 mil, natomiast samego antypapieża zesłał do Kolonii. Po śmierci Damazego, Ursyn bezskutecznie wysunął swoją kandydaturę.